# Cratere Isaev
Isaev è un cratere lunare di 94,1 km situato nella parte sud-occidentale della faccia nascosta della Luna, poco oltre il terminatore. Interamente contenuto nel più esteso cratere Gagarin, è collocato nella sua parte sud-ovest, dove il suo bordo esterno nord-occidentale confina con il bordo interno del Gagarin.
Benché sia più recente del cratere Gagarin, l'Isaev presenta un aspetto altrettanto eroso. Il bordo meridionale è sfondato dal più piccolo cratere satellitare Isaev N. Tiny mentre crateri più piccoli si trovano lungo il bordo e le pareti interne di Isaev. Una breve catena di crateri forma una sgorbia lungo la parete interna occidentale. Entro la superficie interna è presente una grande zona a tre lobi formata da materiale a bassa albedo. Tali superfici più scure sulla Luna sono in genere formate da flussi di basalto lavico.
Il cratere è dedicato al progettista sovietico Aleksej Michajlovič Isaev.

## Crateri correlati
Alcuni crateri minori situati in prossimità di Isaev sono convenzionalmente identificati, sulle mappe lunari, attraverso una lettera associata al nome.
| Isaev | Coordinate             | Diametro (in km) |
| ----- | ---------------------- | ---------------- |
| N     | 18°40′48″S 147°15′00″E | 22,36            |